# Перша розповідь
«Перша розповідь про книги Коперника про обертання» (лат. De libris revolutionum Copernici narratio prima), відома під скороченою назвою «Перша розповідь» (лат. Narratio Prima) — короткий виклад геліоцентричної теорії Миколая Коперника, написаний Георгом Йоахімом Ретиком у 1540 році. Це вступ до головної праці Коперника «Про обертання небесних сфер», опублікованої в 1543 році, значною мірою за ініціативою Ретика. «Перша розповідь» — перша друкована публікація теорії Коперника.

## Історія
Коперник, який народився в 1473 році, у віці понад 60 років ще не опублікував жодної астрономічної праці. Єдиною його публікацією був переклад віршів Феофілакта Сімокатти, надрукований у 1509 році Йоганном Галлером. Свої ідеї він поширював серед друзів у рукописі, відомому як «Малий коментар». У 1530-х роках багато хто закликав його опублікувати свої ідеї, але він все ще вагався. У 1539 році до Фромборка приїхав Ретик, ставши першим і єдиним учнем Коперника. Філіп Меланхтон домовився, щоб Ретик відвідав кількох астрономів і навчався у них.
У вересні 1539 року Ретик поїхав до Гданська, щоб відвідати мера, який надав Ретику певну фінансову допомогу для публікації «Першої розповіді». Цю «Першу розповідь», опубліковану Францом Роде у Данцігу в 1540 році, досі вважають найкращим вступом до книги «Про обертання небесних сфер» Коперника. Як свідчить повна назва, «Першу розповідь» опублікували як відкритий лист до Йоганна Шонера з Нюрнберга. Книга була видана разом з «Encomium Prussiae», який вихваляв дух гуманізму в Пруссії.
Під час дворічного перебування в Пруссії Ретик опублікував власні праці, а в 1542 році у співпраці з Коперником — трактат з тригонометрії, який був попереднім оглядом другої книги «Про обертання небесних сфер». Під тиском Ретика та під впливом позитивного сприйняття «Першої розповіді» широким загалом, Коперник нарешті погодився передати книгу своєму близькому другу, єпископу Тідеманну Гізе, щоб вона була доставлена до Нюрнберга для друку Йоганном Петреєм під наглядом Ретика.
Пізніші видання «Першої розповіді» були надруковані в Базелі в 1541 році Робертом Вінтером і в 1566 році Генріком Петрусом у зв'язку з другим виданням книги «Про обертання небесних сфер». У 1597 році, коли перша книга Йоганна Кеплера «Таємниця світу» була підготовлена до публікації в Тюбінгені, його радник Міхаел Местлін вирішив включити «Першу розповідь» Ретика після тексту Кеплера як додаткове пояснення геліоцентричної теорії.

## Видання
- Ad clarissimum virum D. Ioannem Schonerum, de libris revolutionum eruditissimi viri, & mathematici excellentissimi reverendi D. Doctoris Nicolai Copernici Torunnaei, Canonici Varmiensis, per quendam iuvenem, mathematicae studiosum narratio prima. [Rhode], [Danzig 1540], doi:10.3931/e-rara-1297.
  - De libris Revolutionum eruditissimi viri, et mathematici excellentissimi reverendi D. Doctoris Nicolai Copernici Torunnaei Canonici Varmaciensis, Narratio Prima ad  clariss. Virum D. Ioan. Schonerum, per M. Georgium Ioachimum Rheticum, una cum Encomio Borussiae scripta. [Winter], Basel [1541] (doi:10.3931/e-rara-8326).
- В книзі: De revolutionibus orbium coelestium, libri VI. […] Item de libris revolutionum Nicolai Copernici Narratio prima, per M. Georgium Ioachimum Rheticum ad D. Ioan. Schonerum scripta. Heinrich Petri, Basel 1566, (електронна версія).
- В книзі: Johannes Kepler: Prodromus Dissertationum Cosmographicarum, Continens Mysterium Cosmographicum, De Admirabili Proportione Orbium Coelestium. Georg Gruppenbach, Tübingen 1596, (електронна версія).
- В книзі: Johannes Kepler: Prodromus Dissertationum Cosmographicarum, Continens Mysterium Cosmographicum, De Admirabili Proportione Orbium Coelestium […] Libellus primum Tübingae in lucem datus anno Christi M. D. XCVI. Erasmus Kempfer, Frankfurt 1621 (електронна версія).
- Henri Hugonnard-Roche, Jean-Pierre Verdet (Hrsg.): Georgii Joachimi Rhetici Narratio prima. Maison d'Édition de l'Académie Polonaise des Sciences, Wrocław 1982, ISBN 83-04-00764-9 (Критичне видання з французьким перекладом та коментарем)
- Des Georg Joachim Rhetikus Erster Bericht über die 6 Bücher des Kopernikus von den Kreisbewegungen der Himmelsbahnen. Übersetzung durch Karl Zeller, Oldenbourg 1943.